# Atrobucca trewavasae
Atrobucca trewavasae är en fiskart som beskrevs av Purnesh Kumar Talwar och Sathirajan, 1975. Atrobucca trewavasae ingår i släktet Atrobucca och familjen havsgösfiskar. Inga underarter finns listade.